# Belana (Kartoffel)

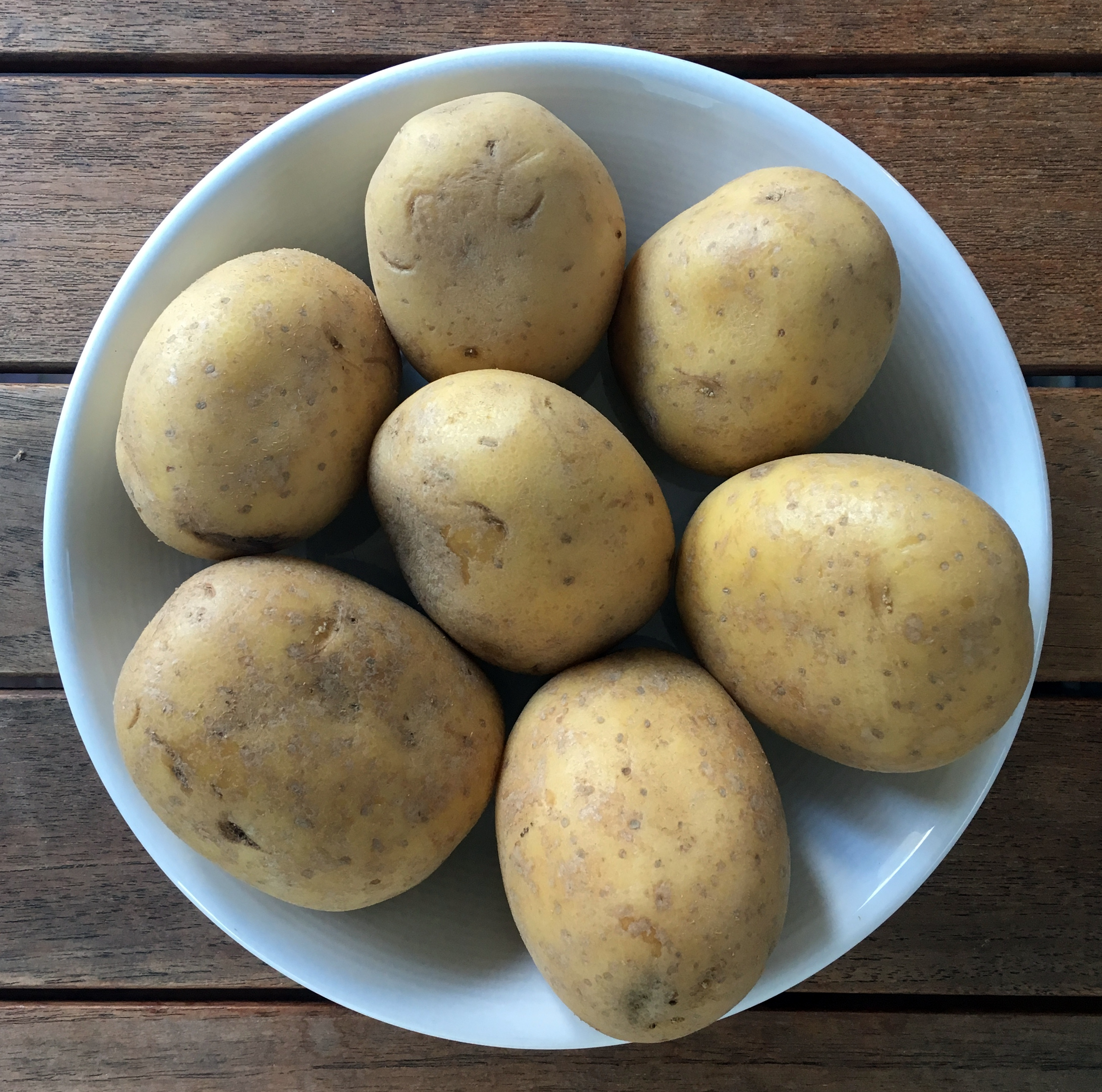
Belana

Belana ist eine festkochende Speisekartoffelsorte. Sie wurde vom Kartoffelzuchtunternehmen „Saatzucht Berding“ gezüchtet und im Jahre 2000  vom Bundessortenamt für den Anbau zugelassen; Nutzungsberechtigte und Vertreiberin ist die Firma Europlant Pflanzenzucht GmbH. Europlant bot diese Sorte als Nachfolgesorte für die Sorte Linda an.
Als festkochende Kartoffel ist Belana gut zur Herstellung von Kartoffelsalat geeignet. Die überwiegend ovalen Knollen haben eine gelbe, reine Fleischfarbe, flache Augen und eine glatte bis genetzte Farbe. Sie gehört zu den früh reifenden Kartoffelsorten.
Die Sorte Belana ist aufgrund hoher Keimruhe lange lagerfähig. Vor dem Pflanzen wird daher ein Vorkeimen oder eine Keimstimulation der Pflanzkartoffelknollen empfohlen.  Auch die Jugendentwicklung verläuft verhalten. Sie stellt mittlere bis hohe Bodenansprüche und bedarf einer regelmäßigen und guten Wasserversorgung. Belana gilt gegenüber Goldnematoden als resistent.